# Са Каео
Са Каео е една от 76-те провинции на Тайланд. Столицата ѝ е едноименния град Са Каео. Населението на провинцията е 485 632 жители (2000 г. – 50-а по население), а площта 7195,1 кв. км (28-а по площ). Намира се в часова зона UTC+7. Разделена е на 9 района, които са разделени на 59 общини и 619 села.